# UEFA Women’s Champions League 2009/10

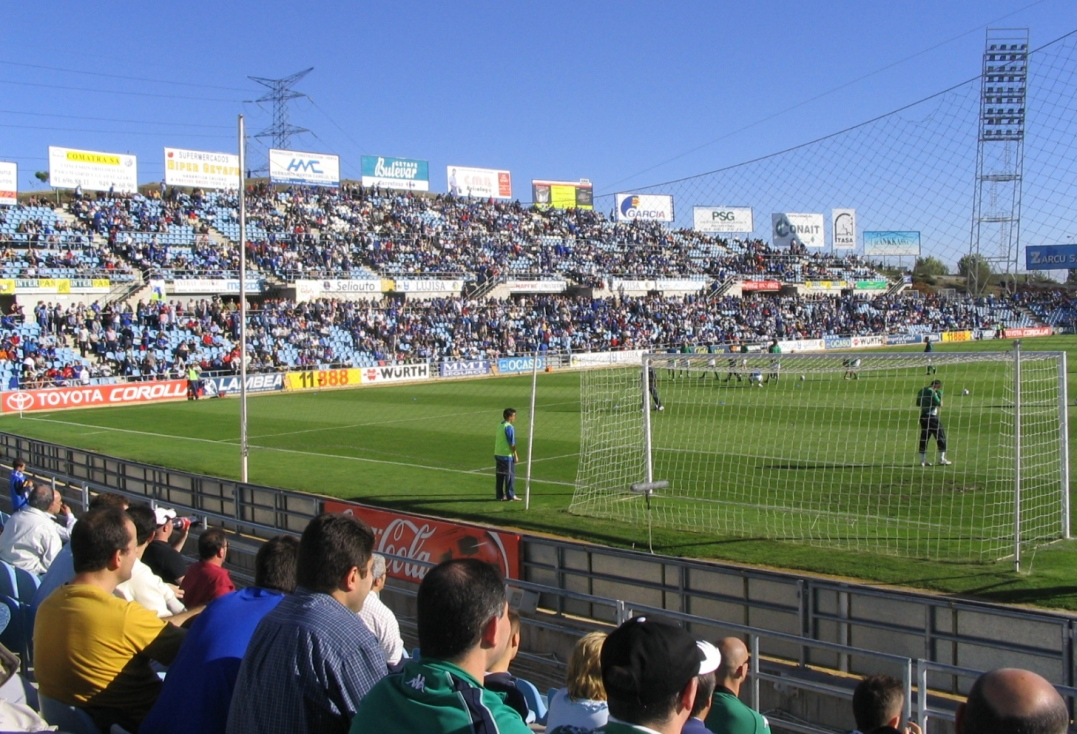
Das Coliseum Alfonso Pérez in Getafe nahe Madrid – Austragungsstätte des Endspiels.

Die UEFA Women’s Champions League 2009/10 war die neunte Ausspielung des europäischen Meisterwettbewerbs für Frauenfußballvereine und erste unter dieser neuen Bezeichnung. Sie ersetzte den bisherigen UEFA Women’s Cup. 53 Mannschaften aus 44 Ländern haben um den Titel gespielt. Der Wettbewerb begann mit den ersten Spielen der Qualifikationsrunde am 30. Juli 2009 und endete mit dem Finale am 20. Mai 2010 im Coliseum Alfonso Pérez in der spanischen Stadt Getafe. Vorjahressieger (Sieger des UEFA Women’s Cup) war der FCR 2001 Duisburg. Erster Sieger des neu gestalteten Wettbewerbes wurde der deutsche Meister 1. FFC Turbine Potsdam, der im Finale den französischen Club Olympique Lyon mit 7:6 nach Elfmeterschießen bezwang.

## Qualifikation
In der Qualifikation spielten 28 Mannschaften um sieben Plätze in der Runde der letzten 32. An der Qualifikation nahmen die Meister der 20 schwächeren Verbände sowie die Vizemeister der acht stärksten Verbände teil. Zur Ermittlung der stärksten bzw. schwächsten Verbände wird die von der UEFA ermittelte Fünfjahreswertung herangezogen. Gemäß ihren Koeffizienten wurden die Mannschaften in vier Setzgruppen eingestuft. Die Auslosung wurde am 24. Juni 2009 durch UEFA-Präsident Michel Platini in Nyon vorgenommen und brachte folgende Gruppen:
Die Turniere fanden in der Zeit vom 30. Juli bis zum 4. August 2009 statt. Die Gruppensieger qualifizierten sich für das Sechzehntelfinale.

### Gruppe A
Turnier in Šiauliai (Litauen). Die Frauen des FC Bayern München verbesserten beim 19:0-Sieg über den georgischen Meister Norchi Dinamoeli den deutschen Rekord für den höchsten Sieg. Vanessa Bürki erzielte sechs, Katharina Würmseer fünf und Julia Šimić vier Tore.
| Pl. | Verein               | Sp. | S | U | N | Tore    | Diff. | Punkte |
| --- | -------------------- | --- | - | - | - | ------- | ----- | ------ |
| 1.  | FC Bayern München    | 3   | 3 | 0 | 0 | 032:200 | +30   | 09     |
| 2.  | Glasgow City FC      | 3   | 2 | 0 | 1 | 013:500 | +8    | 06     |
| 3.  | Gintra Universitetas | 3   | 1 | 0 | 2 | 007:110 | −4    | 03     |
| 4.  | Norchi Dinamoeli     | 3   | 0 | 0 | 3 | 001:350 | −34   | 0      |

| 30. Juli 2009        |       |                      |
| FC Bayern München    | 5:2   | Glasgow City FC      |
| Gintra Universitetas | 7:1   | Norchi Dinamoeli     |
| 1. August 2009       |       |                      |
| FC Bayern München    | 19:00 | Norchi Dinamoeli     |
| Glasgow City FC      | 2:0   | Gintra Universitetas |
| 4. August 2009       |       |                      |
| Gintra Universitetas | 0:8   | FC Bayern München    |
| Norchi Dinamoeli     | 0:9   | Glasgow City FC      |

### Gruppe B
Turnier in Strumica (Mazedonien).
| Pl. | Verein          | Sp. | S | U | N | Tore    | Diff. | Punkte |
| --- | --------------- | --- | - | - | - | ------- | ----- | ------ |
| 1.  | HSC Montpellier | 3   | 3 | 0 | 0 | 012:100 | +11   | 09     |
| 2.  | FC NSA Sofia    | 3   | 2 | 0 | 1 | 007:400 | +3    | 06     |
| 3.  | KÍ Klaksvík     | 3   | 1 | 0 | 2 | 005:600 | −1    | 03     |
| 4.  | ZFK Tikvesanka  | 3   | 0 | 0 | 3 | 003:160 | −13   | 0      |

| 30. Juli 2009   |     |                 |
| HSC Montpellier | 2:0 | KÍ Klaksvík     |
| FC NSA Sofia    | 5:0 | ZFK Tikvesanka  |
| 1. August 2009  |     |                 |
| HSC Montpellier | 7:1 | ZFK Tikvesanka  |
| KÍ Klaksvík     | 1:2 | FC NSA Sofia    |
| 4. August 2009  |     |                 |
| FC NSA Sofia    | 0:3 | HSC Montpellier |
| ZFK Tikvesanka  | 2:4 | KÍ Klaksvík     |

### Gruppe C
Turnier in Brøndby (Dänemark).
| Pl. | Verein           | Sp. | S | U | N | Tore    | Diff. | Punkte |
| --- | ---------------- | --- | - | - | - | ------- | ----- | ------ |
| 1.  | Brøndby IF       | 3   | 3 | 0 | 0 | 012:000 | +12   | 09     |
| 2.  | SU 1º Dezembro   | 3   | 2 | 0 | 1 | 013:100 | +12   | 06     |
| 3.  | Cardiff City LFC | 3   | 1 | 0 | 2 | 010:900 | +1    | 03     |
| 4.  | FC Birkirkara    | 3   | 0 | 0 | 3 | 001:260 | −25   | 0      |

| 30. Juli 2009    |       |                  |
| Brøndby IF       | 5:0   | Cardiff City LFC |
| SU 1° Dezembro   | 10:00 | FC Birkirkara    |
| 1. August 2009   |       |                  |
| Brøndby IF       | 6:0   | FC Birkirkara    |
| Cardiff City LFC | 0:3   | SU 1° Dezembro   |
| 4. August 2009   |       |                  |
| SU 1° Dezembro   | 0:1   | Brøndby IF       |
| FC Birkirkara    | 01:10 | Cardiff City LFC |

### Gruppe D
Turnier in Krško (Slowenien).
| Pl. | Verein               | Sp. | S | U | N | Tore    | Diff. | Punkte |
| --- | -------------------- | --- | - | - | - | ------- | ----- | ------ |
| 1.  | Sassari Torres CF    | 3   | 3 | 0 | 0 | 013:000 | +13   | 09     |
| 2.  | FK Slovan Duslo Šaľa | 3   | 1 | 1 | 1 | 004:400 | ±0    | 04     |
| 3.  | Trabzonspor          | 3   | 1 | 0 | 2 | 003:110 | −8    | 03     |
| 4.  | ŽNK Krka             | 3   | 0 | 1 | 2 | 002:700 | −5    | 01     |

| 30. Juli 2009        |     |                      |
| Sassari Torres CF    | 1:0 | FK Slovan Duslo Šaľa |
| ŽNK Krka             | 0:2 | Trabzonspor          |
| 1. August 2009       |     |                      |
| Sassari Torres CF    | 9:0 | Trabzonspor          |
| FK Slovan Duslo Šaľa | 2:2 | ŽNK Krka             |
| 4. August 2009       |     |                      |
| ŽNK Krka             | 0:3 | Sassari Torres CF    |
| Trabzonspor          | 1:2 | FK Slovan Duslo Šaľa |

### Gruppe E
Turnier in Linköping (Schweden).
| Pl. | Verein           | Sp. | S | U | N | Tore    | Diff. | Punkte |
| --- | ---------------- | --- | - | - | - | ------- | ----- | ------ |
| 1.  | Linköpings FC    | 3   | 3 | 0 | 0 | 020:000 | +20   | 09     |
| 2.  | CFF Clujana Cluj | 3   | 2 | 0 | 1 | 010:600 | +4    | 06     |
| 3.  | Glentoran LFC    | 3   | 1 | 0 | 2 | 002:400 | −2    | 03     |
| 4.  | FC Roma Calfa    | 3   | 0 | 0 | 3 | 000:220 | −22   | 0      |

| 30. Juli 2009    |       |                  |
| Linköpings FC    | 11:00 | FC Roma Calfa    |
| CFF Clujana Cluj | 1:0   | Glentoran LFC    |
| 1. August 2009   |       |                  |
| Linköpings FC    | 3:0   | Glentoran LFC    |
| FC Roma Calfa    | 0:9   | CFF Clujana Cluj |
| 4. August 2009   |       |                  |
| CFF Clujana Cluj | 0:6   | Linköpings FC    |
| Glentoran LFC    | 2:0   | FC Roma Calfa    |

### Gruppe F
Turnier in Limassol (Zypern).
| Pl. | Verein               | Sp. | S | U | N | Tore    | Diff. | Punkte |
| --- | -------------------- | --- | - | - | - | ------- | ----- | ------ |
| 1.  | FK Rossijanka        | 3   | 3 | 0 | 0 | 019:000 | +19   | 09     |
| 2.  | Apollon Limassol LFC | 3   | 2 | 0 | 1 | 006:100 | +5    | 06     |
| 3.  | Maccabi Holon        | 3   | 1 | 0 | 2 | 002:110 | −9    | 03     |
| 4.  | Saint Francis FC     | 3   | 0 | 0 | 3 | 000:150 | −15   | 0      |

| 30. Juli 2009        |       |                      |
| FK Rossijanka        | 11:00 | Saint Francis FC     |
| Maccabi Holon        | 0:4   | Apollon Limassol LFC |
| 1. August 2009       |       |                      |
| FK Rossijanka        | 1:0   | Apollon Limassol LFC |
| Saint Francis FC     | 0:2   | Maccabi Holon        |
| 4. August 2009       |       |                      |
| Maccabi Holon        | 0:7   | FK Rossijanka        |
| Apollon Limassol LFC | 2:0   | Saint Francis FC     |

### Gruppe G
Turnier in Osijek (Kroatien).
| Pl. | Verein             | Sp. | S | U | N | Tore    | Diff. | Punkte |
| --- | ------------------ | --- | - | - | - | ------- | ----- | ------ |
| 1.  | Everton LFC        | 3   | 3 | 0 | 0 | 011:100 | +10   | 09     |
| 2.  | Team Strømmen FK   | 3   | 2 | 0 | 1 | 014:100 | +13   | 06     |
| 3.  | FC Levadia Tallinn | 3   | 1 | 0 | 2 | 004:130 | −9    | 03     |
| 4.  | WFC Osijek         | 3   | 0 | 0 | 3 | 002:160 | −14   | 0      |

| 30. Juli 2009      |     |                    |
| Everton LFC        | 3:1 | WFC Osijek         |
| Team Strømmen FK   | 5:0 | FC Levadia Tallinn |
| 1. August 2009     |     |                    |
| Everton LFC        | 7:0 | FC Levadia Tallinn |
| WFC Osijek         | 0:9 | Team Strømmen FK   |
| 4. August 2009     |     |                    |
| Team Strømmen FK   | 0:1 | Everton LFC        |
| FC Levadia Tallinn | 4:1 | WFC Osijek         |

## Finalrunden

### Sechzehntelfinale
Im Sechzehntelfinale greifen die Landesmeister der stärksten Verbände sowie der Titelverteidiger in den Wettbewerb ein. Die Hinspiele fanden am 30. September, die Rückspiele am 7. Oktober 2009 statt. Die Auslosung fand am 14. August 2009 in Nyon statt. Die gesetzten Mannschaften hatten im Rückspiel Heimrecht.
|                         | Gesamt |                        | Hinspiel | Rückspiel |
| ----------------------- | ------ | ---------------------- | -------- | --------- |
| Fortuna Hjørring        | 5:2    | ASD CF Bardolino       | 4:0      | 1:2       |
| ŽFK Mašinac Niš         | 0:6    | Olympique Lyon         | 0:1      | 0:5       |
| RTP Unia Racibórz       | 2:3    | SV Neulengbach         | 1:3      | 1:0       |
| Sassari Torres CF       | 6:2    | Valur Reykjavík        | 4:1      | 2:1       |
| Rayo Vallecano          | 2:5    | FK Rossijanka          | 1:3      | 1:2       |
| Schytlobud-1 Charkiw    | 00:11  | Umeå IK                | 0:5      | 0:6       |
| Standard Lüttich        | 1:3    | HSC Montpellier        | 0:0      | 1:3       |
| Viktória FC-Szombathely | 2:9    | FC Bayern München      | 0:5      | 2:4       |
| Universitet Wizebsk     | 04:11  | FCR 2001 Duisburg      | 1:5      | 3:6       |
| FC Zürich               | 0:5    | Linköpings FC          | 0:2      | 0:3       |
| Alma KTZH               | 1:2    | Sparta Prag            | 1:0      | 0:2       |
| PAOK Thessaloniki       | 00:18  | Arsenal LFC            | 0:9      | 0:9       |
| FC Honka                | 01:16  | 1. FFC Turbine Potsdam | 1:8      | 0:8       |
| AZ Alkmaar              | 2:3    | Brøndby IF             | 1:2      | 1:1       |
| Røa IL                  | 3:2    | Everton LFC            | 3:0      | 0:2       |
| SFK 2000 Sarajevo       | 0:8    | Swesda 2005 Perm       | 0:3      | 0:5       |

### Achtelfinale
Die Auslosung fand zusammen mit der Auslosung des Sechzehntelfinals bereits am 14. August 2009 in Nyon statt. Die Hinspiele fanden am 4., die Rückspiele am 11. November 2009 statt.
|                        | Gesamt    |                   | Hinspiel | Rückspiel |
| ---------------------- | --------- | ----------------- | -------- | --------- |
| Fortuna Hjørring       | 0:6       | Olympique Lyon    | 0:1      | 0:5       |
| SV Neulengbach         | 2:8       | Sassari Torres CF | 1:4      | 1:4       |
| FK Rossijanka          | 1:2       | Umeå IK           | 0:1      | 1:1       |
| HSC Montpellier        | 1:0       | FC Bayern München | 0:0      | 1:0 n. V. |
| FCR 2001 Duisburg      | 3:1       | Linköpings FC     | 1:1      | 2:0       |
| Sparta Prag            | 0:5       | Arsenal LFC       | 0:3      | 0:2       |
| 1. FFC Turbine Potsdam | 5:0       | Brøndby IF        | 1:0      | 4:0       |
| Røa IL                 | (a)1:1(a) | Swesda 2005 Perm  | 0:0      | 1:1       |

Am 15. Januar 2010 wurde das Team von Olympique Lyon durch die UEFA wegen des Einsatzes zweier nicht spielberechtigter Spielerinnen disqualifiziert. Das Rückspiel, welches Lyon mit 5:0 gewonnen hatte, wurde mit 3:0 für Fortuna Hjørring gewertet. Dadurch wären die Däninnen ins Viertelfinale eingezogen.
Daraufhin legte Olympique Lyon Beschwerde beim Internationalen Sportgerichtshof ein, dem am 25. Februar 2010 stattgegeben wurde. Nach dem Regelwerk der FIFA hätte Lyon die betroffenen Spielerinnen Christine Nielsen und Isabell Herlovsen nicht verpflichten und einsetzen dürfen. Lyon begründete die Beschwerde damit, dass die FIFA-Regularien nur auf Profis zutreffen, die französische Liga jedoch eine Amateurliga sei.

### Viertelfinale
Die Auslosung fand am 20. November 2009 in Nyon statt. Die Hinspiele wurden am 10., die Rückspiele am 14. und 17. März 2010 ausgetragen.
|                        | Gesamt    |                   | Hinspiel | Rückspiel |
| ---------------------- | --------- | ----------------- | -------- | --------- |
| Olympique Lyon         | 3:1       | Sassari Torres CF | 3:0      | 0:1       |
| Umeå IK                | (a)2:2(a) | HSC Montpellier   | 0:0      | 2:2       |
| FCR 2001 Duisburg      | 4:1       | Arsenal LFC       | 2:1      | 2:0       |
| 1. FFC Turbine Potsdam | 10:00     | Røa IL            | 5:0      | 5:0       |

### Halbfinale
Das Halbfinale wurde zusammen mit den Viertelfinals am 20. November 2009 in Nyon ausgelost. Die Hinspiele fanden am 10. und 11. April, das Rückspiel zwischen Potsdam und Duisburg am 18. April 2010 statt. Das Rückspiel zwischen Umeå und Lyon wurde wegen des Vulkanausbruchs in Island und den damit verbundenen Behinderungen im europäischen Flugverkehr auf den 28. April, 20:00 Uhr MEZ verschoben.
|                   | Gesamt          |                        | Hinspiel | Rückspiel |
| ----------------- | --------------- | ---------------------- | -------- | --------- |
| Olympique Lyon    | 3:2             | Umeå IK                | 3:2      | 0:0       |
| FCR 2001 Duisburg | 1:1 (1:3 i. E.) | 1. FFC Turbine Potsdam | 1:0      | 0:1 n. V. |

### Finale
Zum ersten Mal seit 2002 fand das Finale wieder in einem Spiel statt.
| Olympique Lyon                                  | Olympique Lyon | 1. FFC Turbine Potsdam | 1. FFC Turbine Potsdam |
| ----------------------------------------------- | --- | --- | ---------------------- |
| Olympique Lyon                                  | \| Finale \| \| 20. Mai 2010 in Getafe (Coliseum Alfonso Pérez) \| \| Ergebnis: 0:0 n. V., 6:7 i. E. \| \| Zuschauer: 10.372 \| \| Schiedsrichterin: Kirsi Heikkinen ( Finnland) 1 \|                                                                                                 | \| Finale \| \| 20. Mai 2010 in Getafe (Coliseum Alfonso Pérez) \| \| Ergebnis: 0:0 n. V., 6:7 i. E. \| \| Zuschauer: 10.372 \| \| Schiedsrichterin: Kirsi Heikkinen ( Finnland) 1 \|                                                                                                 | 1. FFC Turbine Potsdam |
| Olympique Lyon                                  | Sarah Bouhaddi – Amelie Rybeck, Wendie Renard, Laura Georges , Corine Franco – Ingvild Stensland (70. Aurélie Kaci), Louisa Nécib (89. Isabell Herlovsen), Shirley Cruz Traña (105. Simone Gomes Jatobá), Lara Dickenmann, Amandine Henry – Élodie Thomis Cheftrainer: Farid Benstiti | Anna Felicitas Sarholz – Babett Peter, Josephine Henning, Bianca Schmidt – Tabea Kemme (106. Corina Schröder), Nadine Keßler (66. Isabel Kerschowski), Jennifer Zietz , Viola Odebrecht – Anja Mittag, Fatmire Bajramaj, Jessica Wich (66. Yūki Nagasato) Cheftrainer: Bernd Schröder | 1. FFC Turbine Potsdam |
| Olympique Lyon                                  | Elfmeterschießen | | 1. FFC Turbine Potsdam |
| Olympique Lyon                                  | 1:0 Corine Franco 2:1 Lara Dickenmann 3:2 Aurélie Kaci Amandine Henry (gehalten) Isabell Herlovsen (gehalten) 4:4 Wendie Renard 5:5 Simone Gomes Jatobá 6:6 Sarah Bouhaddi Élodie Thomis (Latte)                                                                                      | Jennifer Zietz (gehalten) 1:1 Babett Peter 2:2 Viola Odebrecht Anja Mittag (gehalten) 3:3 Isabel Kerschowski 3:4 Yūki Nagasato 4:5 Fatmire Bajramaj 5:6 Anna Felicitas Sarholz 6:7 Bianca Schmidt                                                                                     | 1. FFC Turbine Potsdam |
| Olympique Lyon                                  | Renard, Georges, Cruz Traña | Kemme, Mittag | 1. FFC Turbine Potsdam |
| Finale                                          | | |                        |
| 20. Mai 2010 in Getafe (Coliseum Alfonso Pérez) | | |                        |
| Ergebnis: 0:0 n. V., 6:7 i. E.                  | | |                        |
| Zuschauer: 10.372                               | | |                        |
| Schiedsrichterin: Kirsi Heikkinen ( Finnland) 1 | | |                        |

## Beste Torschützinnen
| Rang | Spielerin      | Klub                   | Tore |
| ---- | -------------- | ---------------------- | ---- |
| 1    | Vanessa Bürki  | FC Bayern München      | 11   |
| 2    | Ida Brännström | Linköpings FC          | 10   |
| 3    | Inka Grings    | FCR 2001 Duisburg      | 9    |
|      | Kim Little     | Arsenal LFC            | 9    |
|      | Anja Mittag    | 1. FFC Turbine Potsdam | 9    |